# .org
.org (від англ. organizations) — загальний домен верхнього рівня. Вимовляється як «дот-орґ».
.org був одним з перших доменних імен найвищого рівня, заснований у січні 1985-го року, від початку призначений для організацій які не попадали в ніякі інші існуючі на той час загальні домени верхнього рівня.
На третій квартал 2020 року на ньому було зареєстровано 27.5 млн імен. Він є сьомим доменом верхнього рівня за кількістю зареєстрованих доменних імен.
Адмініструванням домену .org з січня 2003 року займається некомерційна організація Public Interest Registry.
У багатьох країнах зареєстровані національні імена другого рівня зі схожим призначенням, але під національним доменом країни як то .org.ua в Україні.